# Mjesni mjehur
Mjesni mjehur (Lokalni mjehur, eng. Local Bubble, rus. Местный пузырь, fra. Bulle locale) je šupljina u međuzvjezdanom mediju (ISM-u) u Orionovom kraku Kumove slame.  Uz ostalo sadrži Mjesni međuzvjezdani oblak (eng. Local Interstellar Cloud) u kojem je Sunčev sustav i G-oblak. Prostire se najmanje trista svjetlosnih godina u promjeru i neutralne je vodikove gustoće od oko 0,05 atoma/cm3, ili približno jedna desetina prosjeka međuzvjedanog medija u Kumovoj slami (0,5 atoma po prostornom centimetru), i jedne šestine od Mjesnog međuzvjezdanog oblaka (0,3 atoma/cm3). The hot diffuse gas in the Local Bubble emits X-rays.
Vrlo raspršen vrući plin Mjesnog mjehura je rezultat supernove koja je eksplodirala unutar prošlih deset do dvadeset milijuna godina. Nekad se mislilo da je vjerojatni kandidat za ostatke ove supernove Geminga (eng. "Gemini gamma-ray source", "izvor gama-zraka u Blizancima"), pulsar u zviježđu Blizancima. Poslije se predlagalo da bi višestruka supernova u podskupini B1 u pokretnoj skupini Vlašićima bila vjerojatnije odgovorna za to. postajući ostatak superljuske.
Mjesni mjehur povezan je s Mjehurom I (rus. Пузырь I, eng. Loop I Bubble, fra. Bulle de la Boucle I) dvama konspicioznim tunelima (Vučji tunel).